# 炎方乡
炎方乡，是中华人民共和国云南省曲靖市沾益区下辖的一个乡镇级行政单位。

## 行政区划
炎方乡下辖以下地区：
炎方村、西河村、五拐村、新屯村、腻诺村、磨脚村、磨嘎村、刘麦地村、松韶村、来远村、青山村、麦地村、母官村、卡居村和法洒村。

## 交通
- 沪昆铁路：炎方站